# Един Цоцалић
Един Цоцалић (Вишеград, 5. децембар 1987) босанскохерцеговачки је професионални фудбалер. Висок је 190 центиметра и игра на позицији центархалфа. Тренутно наступа за турски Акхисар у Првој лиги Турске.
Един Цоцалић је до сада у својој каријери играо за клубове: ФК Жељезничар Сарајево, ФК Паниониос, ФК Макаби Хаифа, ФК Мехелен.

## Каријера

### Клупска

#### Почетак
Един Цоцалић је своју јуниорску каријеру отпочео у омладинском тиму ФК Жељезничара из Сарајева. Од 2006. до 2010. године наступао је за први тим Жељезничара. Цоцалић је био најмлађи капитен у историји Жељезничара.

#### ФК Паниониос
У јануару 2010. године, Цоцалић за 75.000 евра прелази из Жељезничара у грчки фудбалски клуб Паниониос и потписује уговор на три ипо године. Први наступ за нови клуб бележи у мечу четвртфинала купа Грчке против екипе Кавале у фебруару 2010. године, док меч завршава ремијем резултатом 0–0. Први гол за Паниониос постиже у победи против екипе ПАС из Јањине крајем фебруара 2010. године, у мечу који је одигран у склопу Суперлиге Грчке. Полусезону окончава са укупно осам одиграних утакмица и једним постигнутим голом. Од наредне сезоне, Цоцалић постаје неизоставан члан првог тима, и током сезоне бележи 26 прволигашких наступа.

#### ФК Макаби Хаифа
У јануару 2012. године, Цоцалић за 350.000 евра прелази у израелски фудбалски клуб Макаби из Хаифе. Крајем јануара 2012. године, бележи свој први наступ за Макаби Хаифу у дербију против екипе Макабија из Тел Авива, утакмица резултира победом Хаифе резултатом 2–1. До краја полусезоне, Цоцалић уписује 16 прволигашких наступа за тим Макаби Хаифа и истиче се као један од најважнијих играча екипе.

#### ФК Мехелен
У фебруару 2015. године, након неколико месеци спекулација, Цоцалић напушта Израел и прелази у белгијски фудбалски клуб Мехелен са којим потписује уговор на три и по године. Свој први наступ за Мехелен бележи у ремију 0–0 против екипе Шарлроа из истоименог града у другој половини фебруара 2015. године, у склопу прве лиге Белгије. У победи Мехелена против екипе Васланд-Беверена у априлу 2015. године, Цоцалић постиже свој први гол за нови тим. Полусезону окончава са укупно 15 одиграних утакмица и једним постигнутим голом. У 2015/16. сезони, Цоцалић постаје један од кључних одбрамбених играча Мехелена, и до краја сезоне бележи 27 наступа и постиже два гола. 28. јануара 2017. године потписује нови, трогодишњи уговор са Мехеленом, у коме ће играти до 2020. године.

### Репрезентативна
Един Цоцалић је наступао за репрезентацију Босне и Херцеговине у неколико узраста. Најпре је од 2003. године наступао као капитен репрезентацију Босне и Херцеговине до 17 година, а онда су уследила учешћа од 2005. године за репрезентацију Босне и Херцеговине до 19 година и репрезентацију Босне и Херцеговине 21 године од 2007. до 2008. године. За сениорску репрезентацију Босне и Херцеговине дебитовао је 28. марта 2015. године у квалификацијама за Европско првенство 2016. године против фудбалске селекције Андоре. Цоцалић је повремени репрезентативац Босне и Херцеговине.
У јуну 2016. године, Цоцалић је позван да наступи за БиХ на ревијалном Кирин купу у Јапану. Наступио је на оба меча полуфинала и финала против селекција Данске и Јапана. БиХ је освојила турнир побједом 2–1 против Јапана у утакмици финала купа.

## Приватни живот
Един Цоцалић је у браку од 2011. године и са супругом Меримом има два детета.
Чочалић, поред бошњачког, течно прича енглески језик.

## Статистика

### Клупска
Ажурирано 5. децембра 2017. године
| Клуб                | Сезона     | Лига                  | Лига    | Лига   | Куп     | Куп    | Континентална | Континентална | Укупно  | Укупно |
| Клуб                | Сезона     | Дивизија              | Наступи | Голови | Наступи | Голови | Наступи       | Голови        | Наступи | Голови |
| ------------------- | ---------- | --------------------- | ------- | ------ | ------- | ------ | ------------- | ------------- | ------- | ------ |
| Жељезничар Сарајево | 2005/06.   | Премијер лига БиХ     | 6       | 0      | 1       | 0      | –             | –             | 7       | 0      |
| Жељезничар Сарајево | 2006/07.   | Премијер лига БиХ     | 26      | 1      | 4       | 0      | –             | –             | 30      | 1      |
| Жељезничар Сарајево | 2007/08.   | Премијер лига БиХ     | 23      | 1      | 5       | 1      | –             | –             | 28      | 2      |
| Жељезничар Сарајево | 2008/09.   | Премијер лига БиХ     | 25      | 1      | 1       | 0      | –             | –             | 26      | 1      |
| Жељезничар Сарајево | 2009/10.   | Премијер лига БиХ     | 8       | 2      | 2       | 0      | –             | –             | 10      | 2      |
| Жељезничар Сарајево | Укупно     | Укупно                | 88      | 5      | 13      | 1      | –             | –             | 101     | 6      |
| Паниониос           | 2009/10.   | Суперлига Грчке       | 7       | 1      | 1       | 0      | –             | –             | 8       | 1      |
| Паниониос           | 2010/11.   | Суперлига Грчке       | 26      | 0      | 0       | 0      | –             | –             | 26      | 0      |
| Паниониос           | 2011/12.   | Суперлига Грчке       | 16      | 0      | 2       | 1      | –             | –             | 18      | 1      |
| Паниониос           | Укупно     | Укупно                | 49      | 1      | 3       | 1      | –             | –             | 52      | 2      |
| Макаби Хаифа        | 2011/12.   | Премијер лига Израела | 16      | 0      | 4       | 0      | –             | –             | 20      | 0      |
| Макаби Хаифа        | 2012/13.   | Премијер лига Израела | 25      | 0      | 3       | 0      | –             | –             | 28      | 0      |
| Макаби Хаифа        | 2013/14.   | Премијер лига Израела | 22      | 1      | 0       | 0      | 11            | 0             | 33      | 1      |
| Макаби Хаифа        | 2014/15.   | Премијер лига Израела | 14      | 1      | 1       | 0      | –             | –             | 15      | 1      |
| Макаби Хаифа        | Укупно     | Укупно                | 77      | 2      | 8       | 0      | 11            | 0             | 96      | 2      |
| Мехелен             | 2014/15.   | Прва лига Белгије     | 15      | 1      | –       | –      | –             | –             | 15      | 1      |
| Мехелен             | 2015/16.   | Прва лига Белгије     | 24      | 1      | 3       | 1      | –             | –             | 27      | 2      |
| Мехелен             | 2016/17.   | Прва лига Белгије     | 36      | 0      | 2       | 0      | –             | –             | 38      | 0      |
| Мехелен             | 2017/18.   | Прва лига Белгије     | 13      | 0      | 2       | 0      | –             | –             | 15      | 0      |
| Мехелен             | Укупно     | Укупно                | 88      | 2      | 7       | 1      | –             | –             | 95      | 3      |
| Све укупно          | Све укупно | Све укупно            | 302     | 10     | 31      | 3      | 11            | 0             | 344     | 13     |

### Репрезентативна
Ажурирано 5. децембра 2017. године
| Репрезентација      | Година | Наступи | Голови |
| ------------------- | ------ | ------- | ------ |
| Босна и Херцеговина |        |         |        |
| 2015                | 4      | 0       |        |
| 2016                | 3      | 0       |        |
| 2017                | 3      | 0       |        |
| Укупно              | Укупно | 10      | 0      |

## Трофеји
ФК Жељезничар Сарајево
- Премијер лига Босне и Херцеговине
  -  Шампиони (1): 2009/10.[8]

 ФК Макаби Хаифа
- Куп Израела
  -  Финалисти (1): 2011/12.
- Тото куп
  -  Финалисти (1): 2014/15.[8]